# Erich Thanner
Erich Thanner (* 17. August 1912 in Linz; † 6. März 1981 in Wien) war ein österreichischer Journalist, Herausgeber und legitimistischer Widerstandskämpfer gegen den Nationalsozialismus.

## Leben
Thanner studierte Rechtswissenschaften (Dr. iur.) und war als Jugendfunktionär in der Vaterländischen Front tätig. Nach dem Anschluss Österreichs im Jahr 1938 bildete er mit mehreren Studienfreunden (u. a. Friedrich Heer) in Wien eine katholische Widerstandsgruppe, die in der Literatur nach Thanner und Johann Müller häufig als „Gruppe Müller-Thanner“ bezeichnet wird. Auf verschiedenen Auslandsreisen nach Frankreich und Belgien kam Thanner mit Exilkreisen um Otto von Habsburg in Verbindung und führte einen Kurier- und Radiodienst. Auf Anraten Habsburgs verhielt sich die Gruppe zunächst ruhig, sie sollte versuchen, sich auf einer möglichst breiten Basis mit anderen Widerstandsgruppen zu vernetzen: Über Vermittlung eines katholischen Geistlichen nahm Thanner Kontakt mit dem sozialistischen Widerstand um den späteren Wiener Bürgermeister Felix Slavik auf, auch zu Roman Scholz und zu kommunistischen Kreisen erhielt Thanner Zugang. Im Sommer 1939 wurde die Gruppe von der Gestapo infiltriert, nach dem gescheiterten Attentat Georg Elsers auf Adolf Hitler am 9. November 1939 wurden insgesamt 98 Mitglieder verhaftet.
Im Rahmen der sogenannten „Legitimisten-Prozesse“ wurde Erich Thanner vom Volksgerichtshof am 23. November 1943 zu 15 Jahren Zuchthaus und 10 Jahren Ehrenverlust verurteilt.
Nach dem Krieg arbeitete Thanner als Journalist und Übersetzer, etwa des Bestsellers Die Brücke am Kwai und gab u. a. einen Band aus dem Nachlass von Alfred Polgar heraus. Von 1967 bis 1976 war er Herausgeber der katholischen Wochenzeitung Die Furche. 
Thanner war Mitglied der K.Ö.L. Maximiliana Wien und Schwiegersohn des im KZ Dachau ermordeten Hans Karl Zeßner-Spitzenberg. Er galt als enger Vertrauter Otto von Habsburgs. Er wurde am Wiener Zentralfriedhof bestattet.